# مارلبرو (ماساچوست)
مارلبرو، ماساچوست
مارلبرو(به انگلیسی: Marlborough) شهرکی در شهرستان میدلسکس ایالت ماساچوست می‌باشد که در سال ۱۶۶۰ بنیان‌گذاری شده‌است. این شهرک در سرشماری سال ۲۰۱۰ میلادی، ۳۸٬۴۹۹ نفر جمعیت داشته‌است.

## نگارخانه

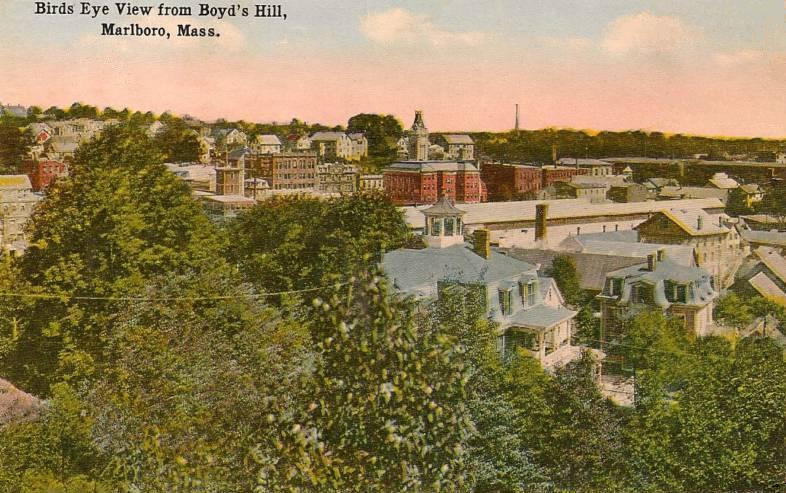
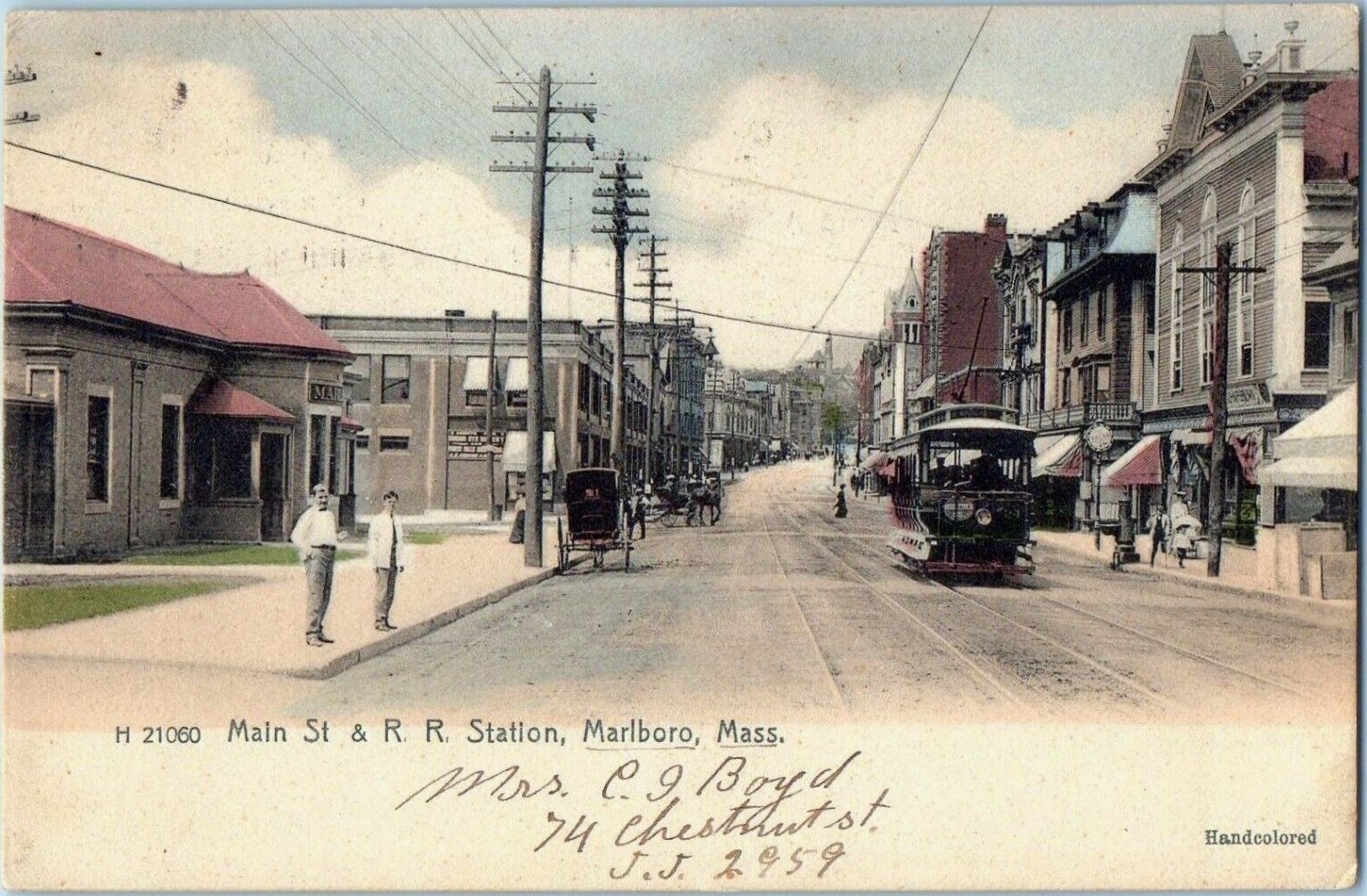
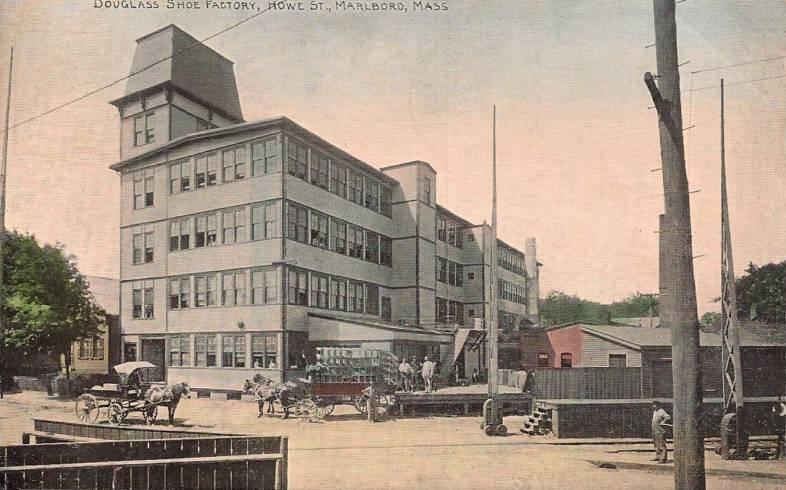
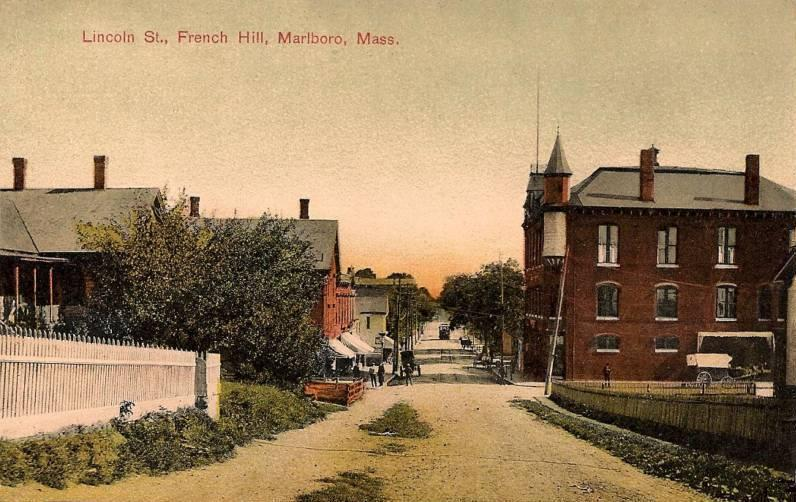